# Curtain (film)
Curtain er en amerikansk stumfilm fra 1920 af James Young.

## Medvirkende
- Katherine MacDonald som Nancy Bradshaw
- Edwin B. Tilton som Jerry Coghlan
- Earl Whitlock som Ted Dorn
- Charles Richman som Dick Cunningham
- Florence Deshon som Lila Grant